# Туже-Рогі
Туже-Рогі (пол. Turze Rogi) — село в Польщі, у гміні Луків Луківського повіту Люблінського воєводства.
Населення — 529 осіб (2011).
У 1975-1998 роках село належало до Седлецького воєводства.

## Демографія
Демографічна структура станом на 31 березня 2011 року:
|          | Загалом | Допрацездатний вік | Працездатний вік | Постпрацездатний вік |
| -------- | ------- | ------------------ | ---------------- | -------------------- |
| Чоловіки | 267     | 69                 | 180              | 18                   |
| Жінки    | 262     | 73                 | 144              | 45                   |
| Разом    | 529     | 142                | 324              | 63                   |